# قزل-یار (شهرستان گافوریسکی، باشقیرستان)
قزل-یار (انگلیسی: Kyzyl Yar, Gafuriysky District, Republic of Bashkortostan) یک شهرک در شهرستان گافوریسکی استان باشقیرستان کشور روسیه است.